# Foster (Australia)
Foster – miasto w Australii, w stanie Wiktoria.